# Фоликул длаке
Анатомски гледано, фоликул длаке је празнина у кожи у којој се рађа длака. Фоликул производи длаку прикупљајући ћелије произведене од стране кератина који се налазе у кожи. Код човека, цела кожа је изграђена по истом опису сем пупка, дланова, брадавица, пениса и клиториса који не садрже фоликуле.
Лојна жлезда која излучује лој помаже правилном расту длаке лубрифирајући га себумом и тиме храни и штити темељ длаке пре и након изласка ван коже.